# Hellraiser
Hellraiser este o serie de nouă filme de groază și o serie de benzi desenate (publicate inițial de Epic Comics). Franciza se bazează pe nuvela The Hellbound Heart scrisă de Clive Barker.
Filmele, dar și seria de benzi desenate, continuă povestea Cenobitului Pinhead și se concentrează asupra unei cutii-puzzle care deschide o poarta de acces către un tărâm asemănător Iadului, un loc în care se află Cenobiții, un ordin de monștri foști umani care recoltează sufletele umane pentru a le tortura în experimente sadomasochiste. Deși Clive Barker a scris povestea originala și a scris și a regizat primul film, el nu a mai scris sau regizat niciun alt film al seriei. Barker a declarat la postul de radio american Loveline că a semnat pentru a ceda drepturile de autor ale povestirii și personajelor sale înainte de realizarea primului film, fără să-și dea seama că acesta va avea un mare succes.

## Refacere
O refacere de către Dimension Films a Hellraiser a fost anunțată inițial în noiembrie 2006. Regizorul francez Pascal Laugier a fost desemnat pentru a regiza filmul, dar a fost înlăturat mai târziu din cadrul acestui proiectul din cauza disputelor cu producătorii privind creația artistică; Laugier a vrut ca filmul său să fie o abordare foarte serioasă în timp ce producătorii au vrut ca filmul sa fie mai comercial și să se adreseze unui public mai tânăr.
La 20 octombrie 2010, a fost anunțat oficial faptul că Patrick Lussier și Todd Farmer vor fi regizorul și, respectiv, scenaristul unei relansări a francizei Hellraiser. Povestea filmului trebuia să fie diferită față de ceea a filmului original, deoarece Lussier și Farmer nu au vrut să prezinte din nou povestea originala din respect pentru munca lui Clive Barker. În schimb, filmul s-ar fi concentrat mai mult asupra lumii și funcționării cutiei-puzzle. Cu toate acestea, în 2011, Farmer a confirmat că atât el cât și Lussier nu mai sunt atașați acestui proiect.
La 24 octombrie 2013, Clive Barker a declarat că el va regiza și scrie relansarea francizei, avându-l din nou pe actorul Doug Bradley în rolul lui Pinhead.

## Filme
- Hellraiser (film) sau Clive Barker's Hellraiser, film din 1987
- Hellbound: Hellraiser II, film din 1988
- Hellraiser III: Hell on Earth, film din 1992
- Hellraiser: Bloodline, film din 1996
- Hellraiser: Inferno, film din 2000
- Hellraiser: Hellseeker, film din 2002
- Hellraiser: Deader, film din 2005 - acțiunea filmului are loc în București
- Hellraiser: Hellworld, film din 2005
- Hellraiser: Revelations, film din 2011
- Hellraiser: Judgment, film din 2018

## Echipa de producție
| Film             | Regizor                     | Scenarist(i)                            | Producător(i)                        |
| 1. Hellraiser    | Clive Barker                | Clive Barker                            | Christopher Figg                     |
| 2. Hellbound     | Tony Randel                 | Peter Atkins                            | Christopher Figg                     |
| 3. Hell on Earth | Anthony Hickox              | Peter Atkins                            | Christopher Figg & Lawrence Mortorff |
| 4. Bloodline     | Kevin Yagher / Alan Smithee | Peter Atkins                            | Nancy Rae Stone                      |
| 5. Inferno       | Scott Derrickson            | Paul Harris Boardman & Scott Derrickson | W.K. Border & Joel Soisson           |
| 6. Hellseeker    | Rick Bota                   | Carl Dupre & Tim Day                    | Mike Leahy & Ron Schmidt             |
| 7. Deader        | Rick Bota                   | Neal Marshall Stevens & Tim Day         | David Greathouse & Ron Schmidt       |
| 8. Hellworld     | Rick Bota                   | Carl Dupre                              | Ron Schmidt                          |
| 9. Revelations   | Víctor García               | Gary J. Tunnicliffe                     | Aaron Ockman & Joel Soisson          |
| 10. Judgment     | Gary J. Tunnicliffe         | Gary J. Tunnicliffe                     | Michael Leahy                        |

## Încasări
Atunci când se compară seria de filme Hellraiser cu alte francize de groaza având cele mai mari încasări (cum ar fi A Nightmare on Elm Street, Child's Play, Friday the 13th, Halloween, Saw, Scream sau The Texas Chainsaw Massacre) și ajustând după inflația din 2008, Hellraiser este franciza de groază cu cele mai mici încasări în Statele Unite, cu aproximativ 84 milioane dolari. Seria Hellraiser este depășită deVineri 13, care se află în fruntea listei cu 614 milioane $. Seria de filme Hannibal Lecter urmează îndeaproape cu 573 milioane $, A Nightmare on Elm Street cu 522 milioane $, Halloween cu 517 milioane $, Scream cu 400 milioane $, Saw cu 378 milioane $, Psycho cu 371 milioane $, The Texas Chainsaw Massacre cu 315 milioane $, și seria de filme Child's Play cu circa 200 milioane $. Cu toate acestea, trebuie remarcat că doar patru din cele nouă filme Hellraiser au fost lansate cinematografic, celelalte continuări apărând direct-pe-video.
| Film                             | Premiera           | Buget      | Încasări la Box office | Referințe |  |
| 1. Hellraiser                    | 18 septembrie 1987 | $1.000.000 | $14.564.027            | [ 23 ]    |  |
| 2. Hellbound: Hellraiser II      | 23, decembrie 1988 |            | $12.090.735            | [ 24 ]    |  |
| 3. Hellraiser III: Hell on Earth | 11 septembrie 1992 |            | $12.534.961            | [ 25 ]    |  |
| 4. Hellraiser: Bloodline         | 8 martie 1996      |            | $9.336.886             | [ 26 ]    |  |
| 5. Hellraiser: Inferno           | 3 octombrie 2000   |            |                        |           |  |
| 6. Hellraiser: Hellseeker        | 15 octombrie 2002  |            |                        |           |  |
| 7. Hellraiser: Deader            | 7 iunie 2005       |            |                        |           |  |
| 8. Hellraiser: Hellworld         | 6 septembrie 2005  |            |                        |           |  |
| 9. Hellraiser: Revelations       | 18 martie 2011     |            |                        |           |  |
| 10. Hellraiser: Judgement        | 13 februarie 2018  |            |                        |           |  |
| Seria de filme Hellraiser        |                    |            | $48.526.609            |           |  |

## Benzi desenate
- 1989-1993 : Hellraiser (Clive Barker's Hellraiser)
- 1991 : Hellraiser Nightbreed: Jihad ( Marvel/Epic) de D.G. Chichester și Paul Johnson
- 1991 : Clive Barker's Book Of The Damned: A  Hellraiser Companion (Marvel/Epic)
- 1992 : Hellraiser 3: Hell on Earth (Marvel/Epic) de Peter Atkins,  Tony Randel și Miran Kim
- 1993  : Pinhead  vs. Marshal Law: Law In Hell (Marvel/Epic) de Pat Mills și Kevin O'Neill
- 1993-1994 : Clive Barker's Pihead (Marvel/Epic) de D. G. Chichester și Dario Corrasco
- 1994 : Clive Barker's Hellraiser: Spring Slaughter (Marvel/Epic) de Larry Wachowski și Mark Pacella

## Vezi și
- Listă de povestiri după care s-au făcut filme